# Таллар, Сюзанн
Сюзанн Таллар (фр. Suzanne Tallard; род. 19 июня 1943, Ла-Рошель, Приморская Шаранта) — французский политический и государственный деятель, депутат Национального собрания (2012—2017), мэр Этре (2008—2012).

## Биография
Родилась 19 июня 1943 года Ла-Рошели, департамент Приморская Шаранта, Франция.
После окончания обучения Таллар стала работать преподавателем, а позднее начала политическую карьеру. В 2008 году она была избрана мэром коммуны Этре в качестве члена «Социалистической партии Франции», пробыв на этом посту четыре года. 
20 июня 2012 года она была избрана депутатом Национального собрания Франции от 2-го избирательного округа Приморской Шаранты, сменив на этом посту Жана-Луи Леонара. Она пробыла на депутатском посту ровно пять лет, а 20 июня 2017 года её сменила Фредерика Тюффнелль.